# Ursula Goetze
Ursula Goetze (née le 29 mars 1916 et morte le 5 août 1943) est une étudiante berlinoise et une résistante contre le nazisme. En mai 1942, à la suite de sa participation à une campagne de distribution de tracts, elle est arrêtée et condamnée à mort. Elle est exécutée par guillotine à la prison de Plötzensee.

## Biographie

### Enfance et formation
Ursula Goetze est le troisième enfant d'une famille de la classe moyenne. Ses parents sont Margarete et Otto Goetze. Celui-ci dirige une usine de papiers peints. Entre 1922 et 1933, Ursula Goetze fréquente des écoles dans les quartiers berlinois de Wilmersdorf et Neukölln. Elle suit l'actualité politique du début des années 1930 avec un vif intérêt. Aidée par des amis d'école partageant les mêmes idées et par son frère aîné, Eberhard Goetze, elle entre en contact avec les jeunes communistes de Neukölln et, en 1932, participe à des activités anti-nazies. Elle est particulièrement affectée par les conséquences sociales néfastes de la Grande Dépression,.

### Activisme
Les nazis prennent le pouvoir en janvier 1933 et ne tardent pas à transformer l'Loi allemande des pleins pouvoirs de 1933État allemand en une dictature à parti unique. Toute activité politique qui ne soutient pas le parti national-socialiste est interdite. À cette époque, Ursula Goetze a déjà été arrêtée et brièvement détenue par la police pour diffusion de tracts politiques. Après cela elle se fait plus discrète au sujet de ses activités politiques. En 1933, et jusqu'en mars 1935, elle fréquente une école de commerce à Neukölln. Pendant ce temps, elle est également en contact avec des groupes antifascistes, fournissant une aide sociale aux citoyens juifs persécutés et à d'autres familles d'opposants au régime nazi emprisonnés. Elle séjourné plusieurs fois à l'étranger pour des vacances en Tchécoslovaquie, France, Autriche et Italie, et en profite pour entrer illégalement des « lectures antifascistes » en Allemagne.
En 1935, peu de temps avant la fin de ses études, Ursula Goetze abandonne l'école et occupe pendant plusieurs années une série d'emplois de dactylographie et de secrétariat,. À la fin de son adolescence, son activité politique s'est concentrée. Elle collecte de l'argent pour soutenir les victimes de persécutions politiques. En 1937, elle visite l'Exposition universelle de Paris, la ville qui est devenue à cette époque le siège de facto du Parti communiste allemand en exil. Elle fait également partie d'un réseau d'opposants au gouvernement partageant les mêmes idées à Berlin.
En 1938, Ursula Goetze reprend la formation qu'elle a abandonnée en 1935, en suivant des cours du soir au Heilsche Abendgymnasium un collège privé à Schöneberg, afin de se préparer à l'Abitur. Son objectif à plus long terme est de devenir enseignante, ce qui, selon elle, fournirait une base pratique pour s'opposer au régime nazi. Au collège, elle noue une amitié particulièrement étroite avec sa collègue militante Eva Rittmeister-Knieper. Parmi les autres membres de leur cercle figurent le mari d'Eva, John Rittmeister, Fritz Thiel (de) et Friedrich Rehmer (en). À la fin de l'été 1939, quelques semaines avant le début de la Seconde Guerre mondiale, elle rend visite à des amis juifs à Londres et prend contact avec des membres du parti travailliste britannique. À cette époque, la guerre paraît inéluctable même si le calendrier précis de son déclenchement reste flou. Ursula Goetze résiste néanmoins aux recommandations qui lui sont faites de rester en Angleterre et retourne en Allemagne afin de poursuivre son travail contre le gouvernement hitlérien.

### Seconde Guerre mondiale
Ursula Goetze réussit finalement son Abitur, ce qui lui permet d'entrer à l'Université de Berlin, où elle s'inscrit le 9 avril 1940 en philologie (anglais et français),. C'est à cette époque que ses parents prennent la direction du Thüringer Hof et quittent l'appartement familial. Ursula Goetze continue d'y habiter, Hornstraße 3, et y réunit ses amis pour écouter clandestinement des "émissions de propagande radiophonique ennemie" qui sont d'importantes sources d'information. Grâce à sa maîtrise du français elle peut traduire des tracts antifascistes dans cette langue,.
Ursula Goetze entre rapidement en contact avec les résistants Harro Schulze-Boysen et Arvid Harnack, et leur entourage. Son appartement est aussi utilisé pour un certain nombre de réunions secrètes du groupe Orchestre Rouge. Avec son ami Werner Krauss (en), elle tente de constituer des groupes de résistance parmi les travailleurs forcés français à Berlin,.
Des membres du groupe Harro Schulze-Boysen entreprennent le 17 mai 1942, une "campagne de tracts" ciblant une exposition antisoviétique ironiquement baptisée « Le paradis soviétique » qui se tient dans le parc Lustgarten en mai-juin 1942. Parmi eux Ursula Goetze, Werner Krauss, Liane Berkowitz, Marie Terwiel, Fritz Thiel (de), Hans et Hilde Coppi, Elisabeth et Kurt Schumacher. En écho au titre de l'exposition, des centaines de notes auto-collantes sont distribuées, avec le message : Ständige Asstellung. DAS NAZI-PARADIES - Hunger, Lüge, Gestapo. Wie lange noch ? (Exposition permanente. Le paradis nazi - Faim, mensonges, Gestapo - Combien de temps encore ?" ,.
On ne sait pas dans quelle mesure la Gestapo est au courant des activités de résistance d'Ursula Goetze, mais, fin août 1942, elle et Werner Krauss sont identifiés comme membres de l'Orchestre rouge. La Gestapo lance à l'automne 1942 une vague d'arrestations contre environ 120 personnes regroupées autour d'Arvid Harnack et Harro Schulze-Boyse.
Ursula Goetze est arrêtée à Küstrin le 15 octobre 1942. Werner Krauss est arrêté en novembre 1942. Ils comparaissent tous deux devant le Reichskriegsgericht le 18 janvier 1943 et sont condamnés à mort.
En prison au cours des derniers mois de sa vie, Ursula Goetze développe un fort sentiment de culpabilité, estimant en avoir trop dit et incriminé inutilement Werner Krauss, qui avait de sérieux doutes sur la campagne d'autocollants. Afin de sauver son ami, elle essaie d"en porter seule la responsabilité, ce qui implique de contester les déclarations obtenues de Fritz Thiel (qui a déjà été exécuté). Fritz Thiel, sous la torture, a fortement impliqué Ursula Goetze et Werner Krauss.
Ursula Goetze est guillotinée à la prison de Plötzensee en début de soirée du 5 août 1943.
Seize personnes sont exécutées ce jour-là pendant une période de 45 minutes, parmi lesquelles : Liane Berkowitz, Cato Bontjes van Beek, Eva-Maria Buch et Maria Terwiel.
- 19 h : Stanilaus Wesolek
- 19 h 3 : Emil Hübner
- 19 h 6 : Adam Kuckhoff
- 19 h 9 : Frida Wesolek (de)
- 19 h 12 : Ursula Goetze
- 19 h 15 : Maria Terwiel
- 19 h 18 : Oda Schottmüller
- 19 h 21 : Rose Schlösinger
- 19 h 24 : Hilde Coppi
- 19 h 27 : Klara Schabbel
- 19 h 30 : Else Imme
- 19 h 33 : Eva-Maria Buch
- 19 h 36 : Annie Kraus (de)
- 19 h 39 : Ingeborg Kummerow
- 19 h 42 : Cato Bontjes van Beek
- 19 h 45 : Liane Berkowitz

La peine de Werner Krauss est commuée en cinq ans de prison. Il survit à la guerre.

## Distinctions
- une plaque commémorative est apposée sur sa dernière maison à Hornstraße 3[11].
- Une rue de Berlin-Karlshorst porte le nom d'Ursula-Goetze-Straße[12].
- Son nom est inscrit sur la grande plaque de porphyre du Mémorial socialiste[12].

- En 1976, l'Université Humboldt de Berlin érige un mur commémoratif en hommage à ceux qui sont morts dans la lutte contre le fascisme hitlérien. Parmi les douze noms qui y sont inscrits, figure celui d'Ursula Goetze[13].

- En 2016, à l'occasion du 100e anniversaire de sa naissance une cérémonie commémorative est organisée à Kreuzberg[14].

## Publications
- (de) Luise Kraushaar, Deutsche Widerstandskämpfer 1933-1945: Biographien und Briefe, Dietz-Verlag, 1970 (lire en ligne).